# Renaud César de Choiseul-Praslin
Pour les autres membres de la famille, voir Famille de Choiseul.
Renaud César Louis de Choiseul, 2e duc de Praslin, né à Paris le 18 janvier 1735 et mort à l'hôtel de Belle-Isle[réf. à confirmer] (Paris) le 5 décembre 1791, est un militaire, diplomate, et homme politique français du XVIIIe siècle.

## Biographie
Fils de César Gabriel de Choiseul-Praslin (1712-1785) et d'Anne-Marie de Champagne (1712-1783), Renaud César, vicomte de Choiseul fut menin du Dauphin et ambassadeur à la cour de Naples.
Déjà héritier du château de Sainte-Suzanne, dans le Maine, qu'il tint de son père, il entra en possession du château de Quintin par son mariage (1754) avec Guyonne Marguerite Philippine de Durfort. Pour montrer l'intérêt qu'ils portent au château moderne de Quintin, ils y font des travaux entre 1785 et 1790, installant notamment l'actuelle salle à manger. Dès 1756, les assemblées de ville s'y tenaient.
Il commence par une carrière militaire, lieutenant en second à 14 ans en 1749 au régiment d’infanterie du Roi, cornette dans le régiment de la Rochefoucauld Cavalerie, il est fait guidon de gendarmerie. Après avoir été colonel aux grenadiers de France le 11 mai 1757.
Pendant cette année 1757, début de la guerre de Sept Ans, il commence la campagne dans l’armée du maréchal d’Estrées, il passe sous le maréchal de Soubise et est nommé colonel d’infanterie le 15 septembre 1757 à l’âge de 22 ans. La même année il est blessé deux fois, la première à Hastembeck en chargeant avec la brigade du comte d’Eu, la seconde « qui l’a laissé pour mort douze heures sur le champ de bataille de Rosback (Rossbach) et dont il est resté trois ans estropié». Ramassé par les troupes ennemies il est fait prisonnier. Le 29 novembre le roi le fait colonel du régiment de Poitou, à charge de le payer 40 000 livres.
Son père le marquis de Choiseul essaye de faire intervenir Voltaire en sa faveur auprès du roi de Prusse, en vain puisqu’il reste prisonnier pendant trois ans, avant d’être échangé.
Il est libéré en 1760 et reçoit la croix de l’Ordre de Saint-Louis. En 1761, après un passage auprès de son père à l’ambassade de France à Vienne, il sert à nouveau et en 1762 il participe à deux batailles  « à la seconde de laquelle il a son cheval tué sous lui en perçant avec sa phalange trois lignes Anglaises, et assurant par ce coup de main la retraite de l’armée Française qui était coupée» . Brigadier d’infanterie en 1762, à 27 ans, il est nommé menin du Dauphin.
Pendant le ministère Choiseul, il est d’abord envoyé en mars 1764 féliciter l’empereur, l’Impératrice-Reine et le roi des Romains sur son élection. En avril 1766 il est nommé ambassadeur extraordinaire auprès de la cour de Naples, où il reste jusqu’en 1771, après la disgrâce de son père. À ce poste, il reçoit le grade de maréchal de camp en 1770, mais ne sert pas en cette qualité.
Il est élu, le 4 avril 1789, par la sénéchaussée d'Anjou, député de la noblesse aux États généraux de 1789. Grand seigneur « libéral » nourri de l'Encyclopédie, favorable aux idées nouvelles même les plus avancées, sa correspondance, en est la preuve, le vicomte de Choiseul, devenu duc de Praslin en 1785, ne redoute pas la Révolution française.
Il siège dans l'Assemblée parmi les partisans de la monarchie constitutionnelle, vote l'admission de douze députés de Saint-Domingue, et réclame pour eux voix délibérative.
« Organe » de la province d'Anjou, il développe à la tribune des observations sur le remplacement, que cette province proposait, de l'impôt de la gabelle par un autre impôt moins onéreux pour le peuple.
En 1790, il expose les causes de la ruine de la compagnie des Indes, et se prononce pour que le droit de paix et de guerre soit conféré au roi.
C'est lui qui fait décréter, en 1791, qu'il serait attaché aux drapeaux de tous les régiments des cravates tricolores. Au mois de juin de la même année, il propose d'approuver la conduite des commissaires de l'Assemblée qui ramènent à Paris Louis XVI arrêté à Varennes. Il meurt peu de temps après la fin de la législature en son hôtel parisien.
Son nom est trouvé, ainsi que celui de la duchesse de Choiseul, sur la liste des protégés de la reine Marie-Antoinette.

## Armoiries
Écartelé, aux 1 et 4,  d’azur à la « croix billettée » d'or ; aux 2 et 3 de gueules au lion couronné d'or qui est Aigremont.

## Ascendance & postérité
- Fils de César Gabriel de Choiseul-Praslin (1712-1785) et d'Anne-Marie de Champagne (1712-1783), Renaud César, vicomte de Choiseul épousa, le 30 janvier 1754, Guyonne Marguerite Philippine (26 décembre 1739 - 26 février 1806), fille de Guy Louis de Durfort (1714-1775), duc de Lorges et de Marie Butault de Marsan (1718-1788), dont il eut :
  - Antoine César de Choiseul (1756-1808), 3e duc de Praslin, marié le 22 août 1775 avec Charlotte Antoinette O'Brien (1759-1808), dont :
    - Postérité ;

  - César Hippolyte (Paris, 4 août 1757 - Neuilly-sur-Seine, 21 février 1793), comte de Sainte-Suzanne, marié, le 2 mai 1780, avec Louise Joséphine de Choiseul-Bussières († 1837), dont :
    - César Gabriel François (Paris, 2 juillet 1782 - Saint-Sulpice (Paris), 1er décembre 1786) ;
    - Albéric César Guy (8 octobre 1787 - 17 juillet 1868), comte de Praslin, pair de France (Chambre des pairs) (baron et pair héréditaire le 5 novembre 1827, lettres patentes du 12 avril 1828), marié le 31 juillet 1811 avec Éléonore Louise (1791-1878), fille de Charles Joseph Fortuné, marquis d'Herbouville (1756-1829), sans postérité ;
    - Appoline Marie Nicolette (7 décembre 1789 - Paris, 17 avril 1866), mariée avec Augustin Marie Élie Charles (1788-1879), 2e duc de Périgord, 11e prince de Chalais, grand d'Espagne, commandeur de la Légion d'honneur, chevalier de Saint-Louis, dont postérité ;

  - Guyonne (29-30 octobre 1758) ;
  - Bonne Désirée (13 juillet 1775 - Saint-Epain, 25 novembre 1865), Charles-Eugène-Antoine, comte de Grollier, dont postérité ;
  - Julie Alix (1777 - 2 juillet 1799), mariée en 1798 avec Amédée Louis Frédéric, comte de Hautefort (1776-1809), dont postérité ;
  - César René (29 mai 1779 - Paris, 22 février 1846), comte de Choiseul-Praslin, marié :
∞ (1°) (15 juillet 1806) Amélie Cécile Charlotte Courtin de Maucouvenant
∞ (2°) (novembre 1815) Catherine Innocente de Rougé (1780-1847), fille d'Olivier, comte de Rougé (1756-1816), comte du Plessis-Bellière, marquis de Faÿ-lès-Nemours, lieutenant général des armées du roi, chevalier de Saint-Louis, maire de Bouray,
    - (1°) César Corentin Ferri (1808 - 16 octobre 1867), marié le 17 septembre 1832 avec Jeanne Adélaïde Valentine (1813-1890), fille d'Eugène de La Croix, comte de Castries (1790-1825) ;
    - (1°) Une fille, mariée avec Léon de Choiseul d'Aillecourt (1812-1879) ;
    - (1°) Une fille, mariée avec Georges, comte de Nédonchel (1813-1901), dont postérité ;
    - (2°) Marie Elisabeth Charlotte Louise (16 juin 1817 - 17 décembre 1839) ;
    - (2°) Clotilde Éléonore Josèphe Marie (Paris, 21 juin 1821 - Mesnil-Voisins, 15 janvier 1885), mariée, le 14 juin 1847 à Paris, avec Jules (1812-1856), comte de Polignac, dont postérité ;
    - (2°) Marie Alice (1823 - 21 novembre 1835).

### Sources et bibliographie
: document utilisé comme source pour la rédaction de cet article.
- « Choiseul-Praslin (Regnaud-César-Louis, duc de) », dans Adolphe Robert et Gaston Cougny, Dictionnaire des parlementaires français, t. II, Edgar Bourloton, 1890, 640 p. [détail de l’édition] (lire en ligne), p. 102-103 [texte sur Sycomore]  ;
- Michel Popoff (préf. Hervé Pinoteau), Armorial de l'Ordre du Saint-Esprit : d'après l'œuvre du père Anselme et ses continuateurs, Paris, Le Léopard d'or, 1996, 204 p. (ISBN 2-86377-140-X)  ;
- François de Boisdeffre, Seize familles autour des Montalembert d'Essé, Paris, lulu.com, 2010, 1re éd., 467 p. (ISBN 978-2-9531165-6-4)  ;